# Anthony Stacchi
Anthony Francis Stacchi, nascido em 27 de julho de 1964, é um cineasta e animador estadunidense. Foi indicado ao Oscar de melhor filme de animação na edição de 2015 pelo trabalho na obra The Boxtrolls, ao lado de Graham Annable e Travis Knight.

## Filmografia
- Spirit: Stallion of the Cimarron (2002)
- The Boxtrolls (2014)

## Prêmios e indicações
- Indicado: Oscar de melhor filme de animação - The Boxtrolls (2014)